# Idea tondana
Idea tondana är en fjärilsart som beskrevs av Snellen van Vollenhoven 1860. Idea tondana ingår i släktet Idea och familjen praktfjärilar. Inga underarter finns listade i Catalogue of Life.